# Maurice Bourbon
Maurice Bourbon, né le 11 mai 1944 à Bourg-en-Bresse (France), est un compositeur, chanteur, chef de chœur et éditeur français.

## Biographie
Originaire de Bourg-en-Bresse, c'est en premier lieu vers une carrière scientifique que s'oriente Maurice Bourbon et après avoir obtenu un doctorat ès sciences de sédimentologie à l'Ecole des mines de Paris, il travaille d'abord en tant que chercheur en géologie au CNRS. Finalement, sa passion pour le chant le pousse à entamer une nouvelle carrière en tant que musicien professionnel, d'abord chanteur et chef de chœur, puis compositeur.

### Création d'ensembles vocaux
Les trois principaux ensembles vocaux créés par Maurice Bourbon sont regroupés et gérés par La Chapelle des Flandres, pôle d'art vocal associatif basé à Roubaix. Parallèlement à ces trois formations, le chef de chœur a également créé en 1990, en Lozère, un outil de formation vocale, Atelier Vocal en Cévennes, et un autre outil d’expérimentation sonore, l’Ensemble vocal de Molezon.

#### Métamorphoses(1983)
En 1983, Maurice Bourbon crée à Paris, avec Charles Ravier, son premier ensemble vocal professionnel : Métamorphoses, composé de solistes internationaux, pensé comme un outil d'interprétation des grandes polyphonies vocales. Après un concert de Métamorphoses à Lille, il est décidé que l'ensemble s'y établisse avec pour objectif de travailler le répertoire franco-flamand, dont Maurice Bourbon fait sa spécialité.
C'est avec Métamorphoses que Maurice Bourbon entreprend dès 2006 l'enregistrement de l'intégrale des messes de Josquin Desprez.

#### Cœli et Terra(1987)
En 1987, le chef de chœur s'attelle à la création d'un deuxième ensemble, Cœli et Terra, qu'il présente comme un chœur de chambre amateur de haut niveau et auquel il donne la mission de restituer la polyphonie franco-flamande de la Renaissance, trop méconnue d'après lui.
Le chœur s'est notamment distingué par son originalité en interprétant une version a capella de deux grands motets de Bach, qui firent l'objet d'un disque sorti chez Arion en 1994. L'ensemble s'est également spécialisé dans les expérimentations sonores et les créations.

#### Biscantor!(2005)
Après avoir souvent constaté des carences dans la formation des chanteurs confrontés aux rigueurs de la polyphonie vocale, Maurice Bourbon décide d'y remédier en formant lui-même à l'art vocal de jeunes chanteurs polyphoniques de 18 à 28 ans avec un nouvel ensemble qu'il crée en 2005, Biscantor !.
Il fera participer à l'enregistrement des messes de Josquin Desprez les plus prometteurs des talents de Biscantor !.

### De l'harmonisation à la composition
À partir de 1991, Maurice Bourbon se lance dans la composition, de manière à se donner de nouveaux moyens d'exploration sonore. Issu du domaine scientifique, il voit dans la composition un jeu mathématique et glisse dans ses œuvres des effets de symétrie, des inversions rétrogrades, des canons, des jeux de valeur et des contrepoints.
La rencontre de l'association La Chapelle des Flandres avec l'association le Non-Lieu donne naissance, en 2004, à un CD qui rend hommage aux chansons populaires roubaisiennes. Maurice Bourbon y harmonise quatorze chansons pour voix et accordéon, redonnant vie à des couplets dont la mélodie avait même parfois été oubliée. Il entend ainsi défendre le patrimoine régional en lui apportant un nouveau souffle.
En 2006, Maurice Bourbon rend un premier hommage au compositeur franco-flamand Josquin Desprez, en qui il perçoit un génie mathématique qui le fascine, dans le conte polyphonique Nymphe des Bois. Tandis qu'il se charge de la composition musicale, il confie l'écriture du texte et la mise en scène à Philippe Jacquier. Il donne ainsi lieu à une œuvre inclassable et résolument moderne dans laquelle les chanteurs de Cœli et Terra alternent musique contemporaine et polyphonie franco-flamande, accompagnés par l'accordéon de Casilda Rodriguez, puis par celui de Bogdan Nesterenko. Le spectacle est présenté le 16 mai 2006 à la Condition Publique de Roubaix et Maurice Bourbon y incarne lui-même sur scène le personnage de Josquin.
En 2009, trois compositions de Maurice Bourbon sont enregistrées et font l'objet d'un CD, Maurice Bourbon, Messes. Y figurent la Messe Petits Z'oiseaux, une messe franco-flamande contemporaine qui alterne grand lyrisme, valse manouche ou encore babillages d'oiseaux, la Déploration de Josquin, chanson-motet écrite sur la teneur et le texte de la Déploration d’Ockeghem de Josquin Desprez, et la Missa Ex Machina où les pulsations rythmiques et mélodiques donnent vie à une machine musicale.

### Concerts remarquables
En 1993, le chœur Cœli et Terra, sous la direction de Maurice Bourbon, participe au Florilège Vocal de Tours lors duquel il est récompensé.
Les 20 et 21 octobre 2001, les chœurs Métamorphoses et Cœli et Terra sous la direction de Maurice Bourbon donnent des concerts sous forme de promenades musicales à La Piscine  à Roubaix, dans le cadre de l'inauguration du Musée d'Art et d'Industrie.
Le 4 mai 2007, le chœur de chambre Cœli et Terra, dirigé par Maurice Bourbon, interprète notamment Kaléidophone 1 dans l'Atrium du Palais des Beaux-Arts de Lille, en ouverture de l'exposition Philippe de Champaigne. L'œuvre Kaléidophone 1, constituée de huit mouvements pour solistes et chœur a cappella, avait spécialement été composée par Maurice Bourbon pour les 8 secondes de réverbération de l'Atrium de Palais des Beaux-Arts.
Le 13 janvier 2013, Métamorphoses et Cœli et Terra font se côtoyer Josquin Desprez et créations contemporaines et les peintres Brueghel et Jérôme Bosch, avec des Fables polyphoniques qui entrent en résonance avec l'exposition Fables du paysage flamand, dans l'atrium du Palais des Beaux-Arts de Lille.
Le 6 juillet 2013, le chœur Métamorphoses découvre l'acoustique unique du grand espace qu'offre l'abbatiale Saint-Antoine à Saint-Antoine-L'abbaye, avec une interprétation de Josquin et Ferrare. Ce concert sera suivi en juillet 2016 de Tempus fugit..., avec Métamorphoses et Biscantor !, une création de Maurice Bourbon sur Josquin et Milan.

### L'intégrale des messes de Josquin Desprez
Dès 2006, Maurice Bourbon se lance dans un projet de grande ampleur, à savoir l'enregistrement en dix volumes de l'intégrale des dix-huit messes du compositeur franco-flamand Josquin Desprez, une première mondiale. Les dix volumes de cette intégrale ont vite été remarqués des critiques et des revues spécialisées pour l'approche hors du commun de l'œuvre de Josquin Desprez par Maurice Bourbon et son souci de la perfection. Sont également pointées l'excellence des voix et la précision technique des pupitres.
Un coffret complet final est sorti le 27 août 2021, à l'occasion des 500 ans de la mort du compositeur.
Les dix-huit messes enregistrées ont été regroupées au sein de dix CD. Les trois premiers ont été interprétés par Métamorphoses, les cinq suivants par Métamorphoses et Biscantor ! , les deux derniers par Métamorphoses :
1. Vol. 1 - Josquin et Venise (Missa Mater Patris et Missa Di Dadi) - 2007
2. Vol. 2 - Josquin et Cambrai (Missa ad fugam et Missa Amici, écrite par Régis Campo) - 2009
3. Vol. 3 - Josquin et Rome 1 (Messes de L'Homme Armé) - 2010
4. Vol. 4 - Josquin et Rome 2 (La sol fa re mi et Gaudeamus) - 2012
5. Vol. 5 - Josquin et Ferrare (Messes Hercules, Dux ferrarie et Chascun me crie... même Hercule !) - 2013
6. Vol. 6 - Josquin et Condé-sur-l'Escaut (Messe Pange Lingua et messe mariale de beata Virgine) - 2015
7. Vol. 7 - Josquin et l'Espagne (Messes Une musque de Biscaye et Fortuna desperata, sous la direction de Juliette de Massy, élève de Maurice Bourbon) - 2018
8. Vol. 8 - Josquin et Milan (Messes D'ung aultre amer et Ave maris stella) - 2019
9. Vol. 9 - Josquin et Bruxelles (Messes Faysant regretz et Sine nomine) - 2020
10. Vol. 10 - Josquin et Saint-Quentin (Messes Malheur me bat et L'amy Baudichon) - 2021

### L'Homme Armé: une maison d'édition taillée pour ses ambitions
Fin 2009, Maurice Bourbon crée les éditions de L'Homme Armé qui ont pour but l'édition de documents, écrits ou sonores, relatifs à la musique, avec l'intention de donner priorité aux belles causes difficiles et à la création. Plusieurs CD seront produits par les Editions de L'Homme Armé, en collaboration avec l’association La Chapelle des Flandres.

## Distinctions et récompenses
En 1993, Maurice Bourbon est récompensé du Diapason d'Or et du Grand Prix de la Nouvelle Académie du Disque pour le CD Antoine de Bertrand, Amours, une anthologie constituée de 46 chansons (sonnets de Pierre Ronsard mis en musique) dans lequel il est à la direction du chœur Métamorphoses .
En janvier 2019, la revue musicale italienne Classic Voce attribue cinq étoiles au CD Josquin et l'Espagne, enregistré sous la direction artistique de Maurice Bourbon, qu'elle distingue comme Disco del mese.

## Liste des compositions de Maurice Bourbon[11]

### Harmonisations
1. La valse du bonheur - 2003
2. La bière - 2003
3. Les Roubaignos sont toudis là - 2003
4. Les progrès modernes - 2003
5. Les frites - 2003
6. La navette en fête - 2003
7. L’tchin du brasseu - 2003
8. La jeune fille en deuil - 2003
9. Ah ! qu’in est fir d’êt’ Roubaignos ! - 2003
10. Le canard en nourrice - 2003
11. La complainte de la Tour de Constance - 2002
12. Valse des Mineurs - 2001
13. Quand la boiteus’ - harmonisation d’une chanson picarde, 2000
14. La delaïssado - harmonisation pour chœur mixte d’une mélodie anonyme occitane, recueillie par Canteloube, 1998

### Chansons
1. …et flevimus - chanson-motet écrite sur l’Agnus Dei 1 de la messe Gaudeamus de Josquin Desprez, avec 2 solistes ajoutées, 2011
2. C’est moi qui écris des vers…, chanson pour chœur mixte, Maîtrise et accordéon, sur la poésie du Roumain Petru Romosan, 2008
3. La delaïssado 2 - chanson pour accordéon, mezzo-soprano solo et chœur de femmes, 2008
4. Wiegenlied - berceuse, arrangement pour chœur mixte et deux solistes de Wiegenlied de Mozart, 2008
5. L’amour finit toujours en chansons, chanson pour chœur mixte, a cappella, 2008
6. Déploration de Josquin - chanson-motet écrite sur la teneur et le texte de la Déploration d’Ockeghem de Josquin Desprez, 2005
7. Pyramidzumènes - chanson pour 12 sopranos solistes, 2003

### Madrigaux
1. Sur l'onde calme et noire… - madrigal pour voix de femmes et piano écrit sur le poème de Rimbaud, 2019
2. Era ne la stagion - Fra se stesso pensava - La rugiada del ciel - pour 5 voix mixtes, sur des poèmes du Tasse, 2018
3. Tempus fugit : Prologus, Vois-tu, Passant… (Agrippa d'Aubigné) - Le temps efface/Souviens-toi (Proust/Baudelaire) - Le temps s'en va (Ronsard) - pour voix mixtes a cappella, 2016
4. C'est moi qui écris des vers (Romosan) - madrigal pour voix mixtes et accordéon, 2010
5. L’Azur - madrigal sur le poème de Mallarmé, Brouillards, montez…, pour chœur à 5 voix et 2 solistes, soprano et baryton, 2009
6. La lune blanche luit dans les bois - Madrigal écrit sur le poème de Verlaine, 2009
7. Sur l’onde calme et noire… - madrigal pour voix mixtes a capella écrit sur le poème de Rimbaud, 2009
8. Morte di Clorinda - madrigal pour 2 ténors solos, chœur mixte et accordéon, en hommage à Monteverdi, 2008
9. Le ciel noir - madrigal a cappella extrait de Sub umbra, pour baryton-basse solo et chœur mixte, 2007
10. Un démon - madrigal extrait de Inferno Uno, pour chœur mixte, a cappella, 2006

### Messes
1. Messe Petits Z’O, construite sur les thèmes de la chanson Petits Oiseaux, qui mangez du crottin, 2006
2. Ex Machina 1 - 2006
3. Messe Chascun me crie...même Hercule, composée autour du credo Chascun me crie de Josquin Desprez
4. Messe de Ste Croix, kyrie - pour soprano et ténor solistes, chœur mixte, a cappella, 2001

### Divers
1. Sanctus La sol fa re mi - 2010
2. Sub umbra - oratorio pour chœur, baryton-basse solo, contrebasse, accordéon et hautbois, récitant, sur le texte de Victor Hugo (chapitre Sub umbra, Les travailleurs de la mer, II, 5), 2007
3. Kaléidophone 1 - œuvre pour solistes et chœur a cappella, 2007
4. Inferno uno - composition pour chœur mixte, 2 sopranos solos, orchestre d’improvisation, 2 récitants, sur des textes de Dante  (Inferno) et Victor Hugo (La Légende des siècles), 2006-2007
5. Auf dem Wasser zu singen - arrangement pour chœur mixte à 6 voix du lied de Franz Schubert, 2005
6. Symétrie pour nombre pair de sopranos solistes et pour chœur de mezzos d’effectif incertain - 2003
7. Tenebræ factæ sunt - motet pour 7 basses solistes et chœur de barytons, 2003
8. Crucifixus - pour 2 barytons-basses, 2002
9. Pleni sunt Cœli et Terra - canon à 4 voix de femmes, 2002
10. Étude pour cinq sopranos - 2001
11. Agnus Dei, Pardon M'sieu Monteverdi, Crystallize, Glissanzo - pièces pour voix et instruments de verre, 2000-2002
12. Instrument vert et conteur bleu - Conte musical écrit pour (et avec) l’école Lacordaire (Paris, 15°), 1991

## Discographie
1. Josquin Desprez, Messe Pange Lingua - par l'ensemble Métamorphoses, sous la direction de Maurice Bourbon, 1988
2. Johannes Ockeghem, Requiem - Missa L'homme armé - par les ensembles Métamorphoses et Cœli et Terra, sous la direction de Maurice Bourbon, 1991
3. Antonio Lotti - par l'ensemble Métamorphoses, sous la direction de Maurice Bourbon, 1991
4. Antoine de Bertrand, Amours - par l'ensemble Métamorphoses, sous la direction de Maurice Bourbon, 1993
5. Jean-Sébastien Bach, Motets - par les ensembles Métamorphoses et Cœli et Terra, sous la direction de Maurice Bourbon, 1994
6. D. Scarlatti et C. Monteverdi - par les ensembles Métamorphoses et Cœli et Terra, sous la direction de Maurice Bourbon, 1994
7. Carlo Gesualdo, madrigaux - par l'ensemble Métamorphoses, sous la direction de Maurice Bourbon, 1996
8. Claudio Monteverdi, madrigaux - par les ensembles Métamorphoses et Cœli et Terra, sous la direction de Maurice Bourbon, 1997
9. Jean-Sébastien Bach, Te Deum - par les ensembles Métamorphoses et Cœli et Terra, sous la direction de Maurice Bourbon, 2000
10. F. Martin et R. Vaughan-Williams - par les ensembles Métamorphoses et Cœli et Terra, sous la direction de Maurice Bourbon, 2000
11. Vivat ! - par les ensembles Métamorphoses et Cœli et Terra, sous la direction de Maurice Bourbon et Nicole Bonnardel, 2004
12. Josquin et Venise - par l'ensemble Métamorphoses, sous la direction de Maurice Bourbon, 2007
13. Josquin et Cambrai - par l'ensemble Métamorphoses, sous la direction de Maurice Bourbon, 2008
14. Maurice Bourbon, Messes - par l'ensemble Métamorphoses, sous la direction de Maurice Bourbon, 2009
15. Josquin et Rome 1 - par l'ensemble Métamorphoses, sous la direction de Maurice Bourbon, 2010
16. Josquin et Rome 2 - par l'ensemble Métamorphoses, sous la direction de Maurice Bourbon, 2012
17. Josquin et Ferrare - par les ensembles Métamorphoses et Biscantor !, sous la direction de Maurice Bourbon, 2013
18. Josquin et Condé-sur-l'Escaut - par les ensembles Métamorphoses et Biscantor !, sous la direction de Maurice Bourbon, 2015
19. Josquin et l'Espagne - par les ensembles Métamorphoses et Biscantor !, sous la direction de Juliette de Massy, élève de Maurice Bourbon, 2018
20. Josquin et Milan - par les ensembles Métamorphoses et Biscantor !, sous la direction de Juliette de Massy, 2019
21. Josquin et Bruxelles - par l'ensemble Métamorphoses, sous la direction de Juliette de Massy, 2020
22. Josquin et Saint-Quentin - par l'ensemble Métamorphoses, sous la direction de Juliette de Massy, 2021